# أمان بن الصمصامة
أبو مالك أمان بن الصمصامة بن الطرماح بن حكيم بن نفر بن قيس الطائي (135 هـ - بعد 185 هـ / 753م - بعد 801م) شاعر، وعالم باللغة والنحو، وحافظ للغريب والشعر، وهو معدود من نُحاة المغرب، وكان جده الطرماح شاعراً من شعراء الخوارج. وكان المهالبة عمال الدولة العباسية على المغرب يكرمونه، فلما ملك إبراهيم بن الأغلب بلاد المغرب وأسس الدولة الأغلبية أطرح أمان بن الصمصامة لهجاء جده الطرماح لبني تميم فخمل ذكره ولم يعرف له خبر بعد قال أبو بكر الزبيدي: «أبو مالك أمان بن الصمصامة بن الطرماح بن حكيم كان شاعراً عالماً باللغة، وكانت المهالبة عمال إفريقية أيام ولايتهم عليها تكرمه، واطرحه ابن الاغلب إذا صار إليه الأمر لهجاء جده الطرماح لبني تميم».